# Sergej Senjukov
Sergej Senjukov (rusky Сергей Васильевич Сенюков; (ukrajinsky Сергій Васильович Сенюков); 27. ledna 1955, Černovice – 1. září 1992) byl sovětský atlet ukrajinské národnosti, halový mistr Evropy ve skoku do výšky.

## Kariéra
Nejúspěšnější sezónou pro něj byl rok 1976 – stal se sovětským halovým mistrem ve skoku do výšky, získal v této disciplíně titul halového mistra Evropy a na olympiádě v Montrealu obsadil ve finále výškařské soutěže páté místo. Jeho osobní rekord 228 cm pochází z roku 1977.